# Woestijn van Judea

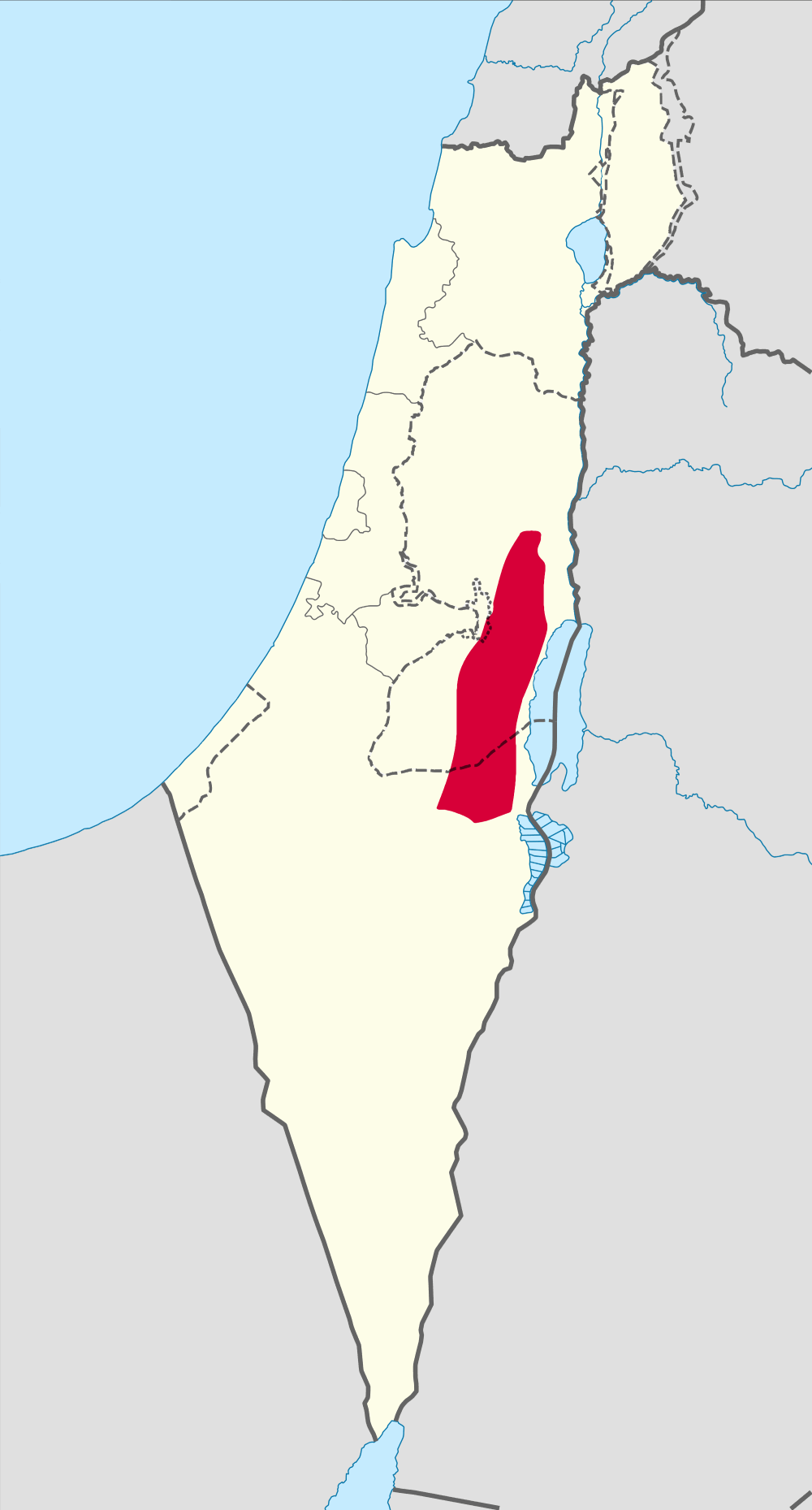
Ligging van de Woestijn van Judea in het rood

De woestijn van Judea (Hebreeuws: מדבר יהודה Midbar Jehoeda) is een rots- en grindwoestijn, gelegen in het zuidelijke gedeelte van Israël en de Westelijke Jordaanoever. Het gebied wordt ook wel El Bariyah genoemd. Het gebied ligt in de regenschaduw van het Judeagebergte waardoor de neerslag zeer gering is. Deze situatie verschilt met de aan de woestijn van Judea verbonden Negev-woestijn waar de geringe neerslag vooral toe te schrijven is aan de lagere breedtelijn waarop die woestijn is gelegen.
Jeruzalem ligt aan de rand van de woestijn. Ten westen van de stad is begroeid groen gebied, ten oosten woestijn.
In de woestijn van Judea ligt een aantal oases, de bekendsten hiervan zijn Jericho en Ein Gedi. Ook het fort Massada ligt in deze woestijn. Door het zware klimaat en leefomgeving dienen tochten in deze woestijn uitgebreid voorbereid te worden en afgestemd te zijn met de plaatselijke autoriteiten. In de woestijn leven verscheidene wilde dieren zoals de Nubische steenbok.
Het klooster Mar Saba is gelegen in deze woestijn. 

## Galerij

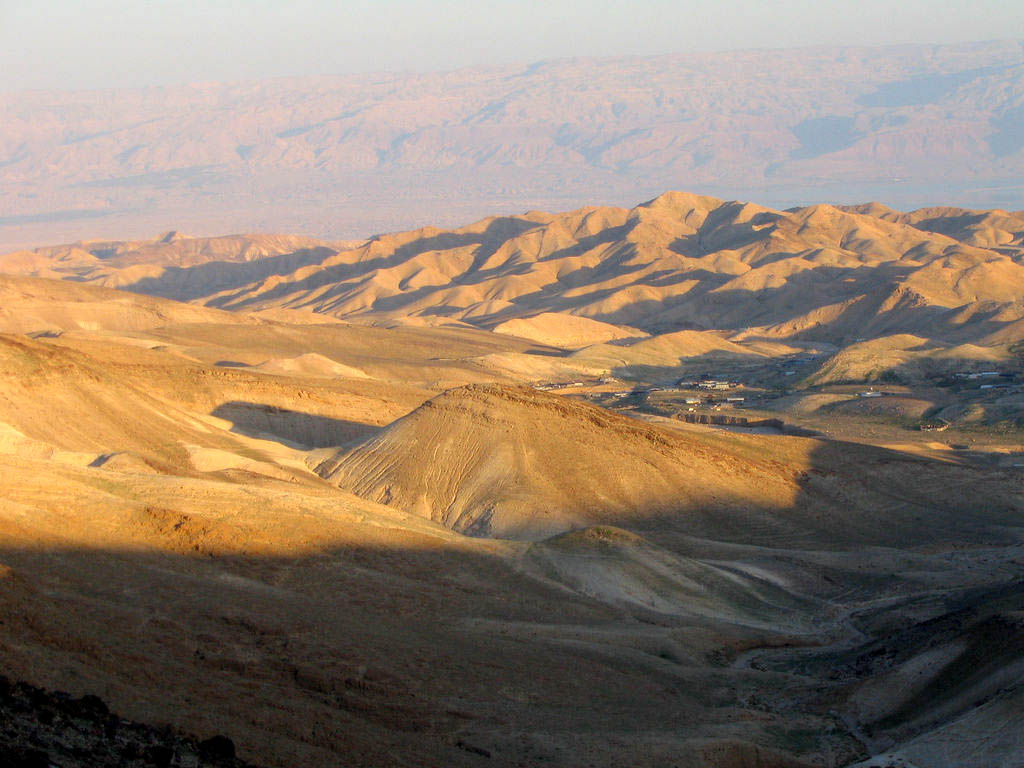
De woestijn van Judea
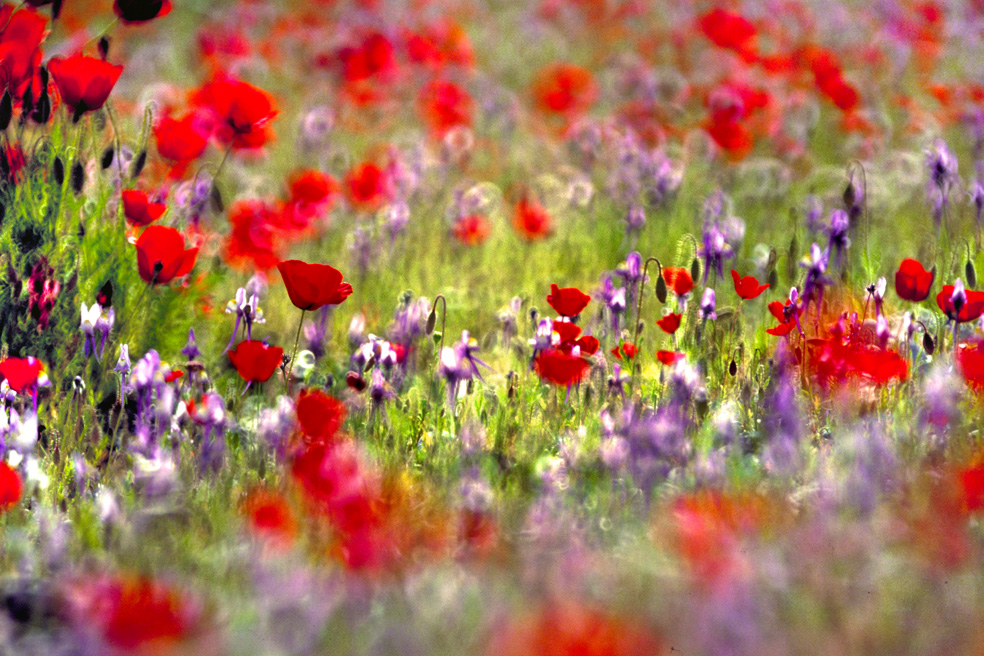
De woestijn van Judea in bloei
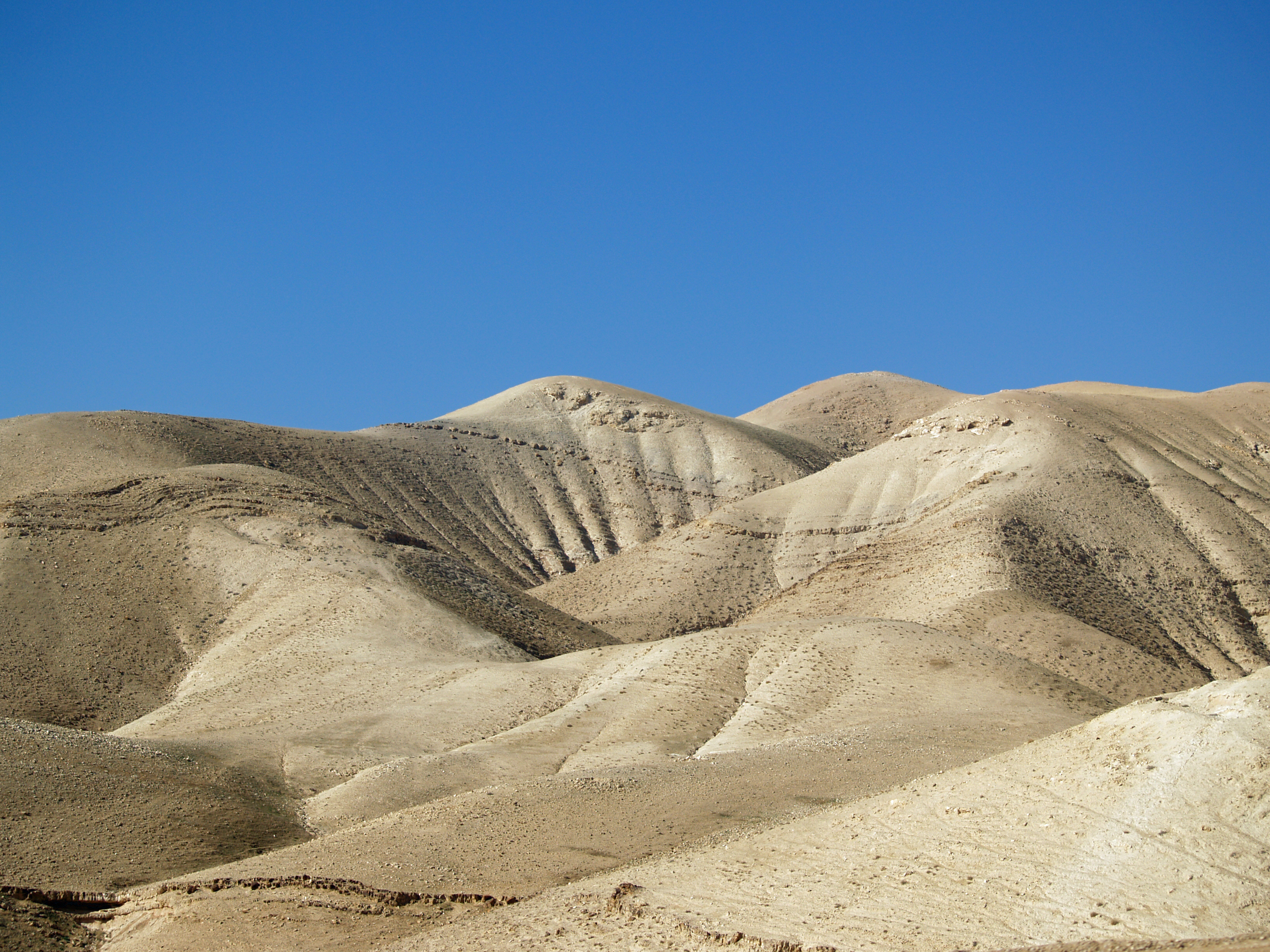
Heuvels in de woestijn